# Altheim (bei Riedlingen)

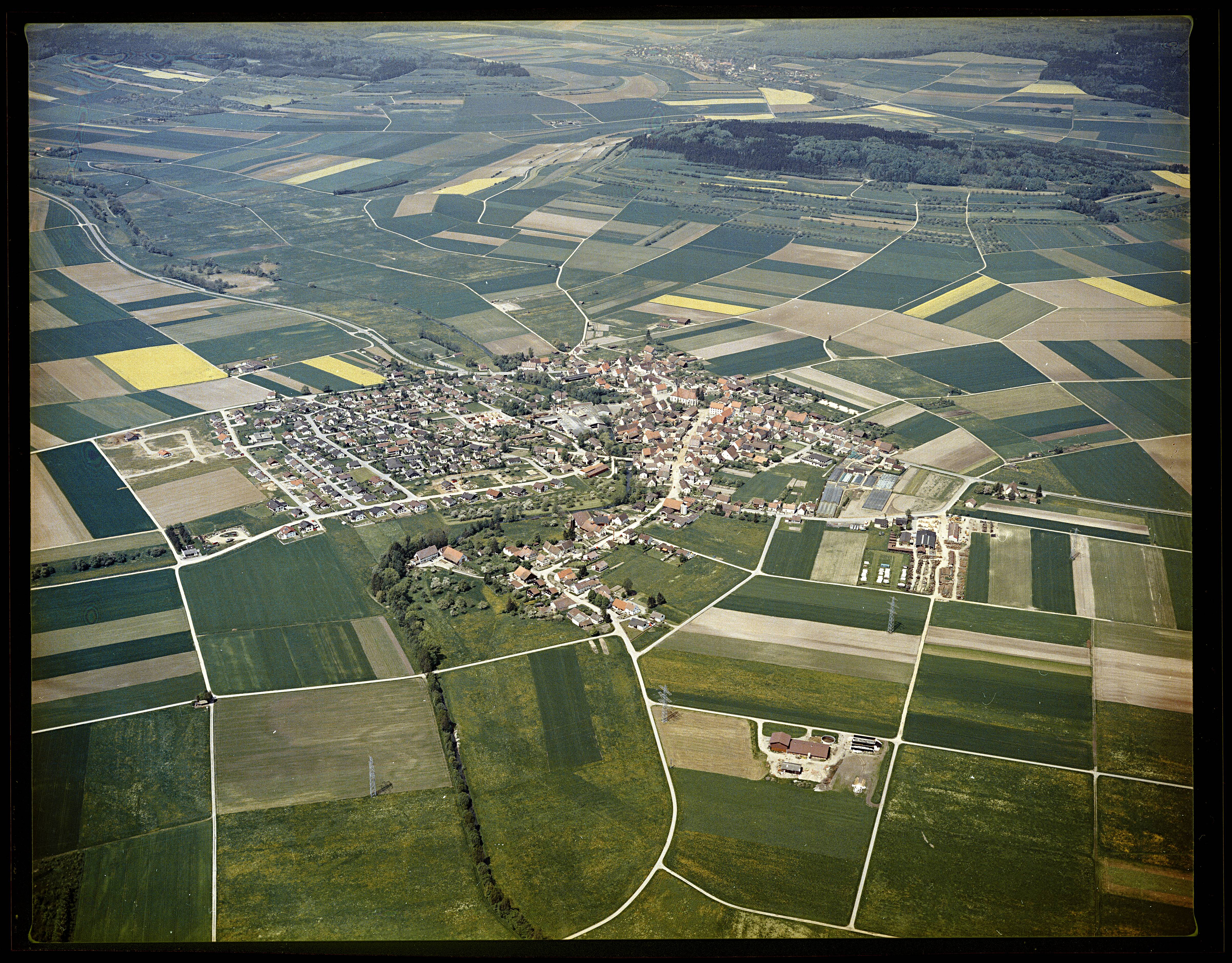
Luftbild von Altheim (1983)

Altheim ist eine Gemeinde im Landkreis Biberach in Baden-Württemberg. Sie liegt an der Donau, in direkter Nachbarschaft der Stadt Riedlingen.

## Geographie

### Gemeindegliederung
Neben dem namengebenden Ortsteil Altheim gehören zur Gemeinde auch die ehemals selbständigen Gemeinden Heiligkreuztal und Waldhausen, die am 1. Juli 1974 eingemeindet wurden.

### Nachbargemeinden
Von Norden beginnend grenzt Altheim an die Stadt Riedlingen und die Gemeinde Ertingen, die Gemeinde Herbertingen und die Städte Mengen und Scheer, alle drei im Landkreis Sigmaringen, und die Gemeinde Langenenslingen.

### Schutzgebiete
Am Biberbach westlich von Altheim liegt das Naturschutzgebiet Storchenwiesen.
Daneben hat Altheim Anteil an den Landschaftsschutzgebieten Riedlinger Alb, Biberbachtal-Holzbachtal, Altwässer und verlandende Flußschlingen der Donau, Hang im Gurgel, Landauhof und Soppenbachtal sowie am FFH-Gebiet Donau zwischen Riedlingen und Sigmaringen.
Der südliche Teil der Gemeinde gehört außerdem zum Naturpark Obere Donau.

## Geschichte

### Geschichte bis zum Ende des 18. Jahrhunderts
Altheim wurde im Jahr 835 erstmals urkundlich erwähnt. Es lag ursprünglich unter der Herrschaft der Grafen von Veringen, ehe es um 1300 in habsburgischen Besitz kam und somit ein Teil von Schwäbisch-Österreich in Vorderösterreich war. Seit Ende des 16. Jahrhunderts wurde das Dorf – immer noch unter habsburgischer Herrschaft – von den Truchsessen von Waldburg verwaltet, die es 1786 mit vielen anderen Ortschaften an die Fürsten von Thurn und Taxis verkauften.

### Geschichte seit württembergischer Zeit
1803 kam Altheim infolge des Reichsdeputationshauptschlusses zu  Neuwürttemberg, 1806 durch den Frieden von Pressburg und die Rheinbundakte zum von Napoleon zum Königreich erhobenen Württemberg. Dort wurde es 1807 dem neu gegründeten Oberamt Riedlingen zugeschlagen. Mit der Kreisreform von 1938 während der NS-Zeit in Württemberg kam Altheim dann zum Landkreis Saulgau. Nach dem Zweiten Weltkrieg fiel das Gebiet in die Französische Besatzungszone und kam somit zum neu gegründeten Land Württemberg-Hohenzollern, welches 1952 als Regierungsbezirk Südwürttemberg-Hohenzollern im Land Baden-Württemberg aufging. Seit der Kreisreform von 1973 gehört die Gemeinde zum Landkreis Biberach.

### Ortsneckname
In früherer Zeit wurden die Altheimer als „Sonnen- und Mondfänger“ verspottet, was den schwäbischen Dialektdichter Michel Buck aus Ertingen um 1888 zu seinem originellen Gedicht D Sonn- und Mau’fanger animierte.

### Religion
Eine Kirche in Altheim wurde erstmals 1227 urkundlich erwähnt. Es handelt sich um die katholische Sankt Martins-Kirche. Die Kirchengemeinde gehört heute zur Seelsorgeeinheit Riedlingen im Dekanat Biberach.

## Wappen
| Wappen der Gemeinde Altheim | Blasonierung: „In einem von Gold (Gelb) und Rot erhöht geteilten Schild auf grünem Boden über silbernem (weißem) Wasser ein aufgerichteter, linksgewendeter, widersehender, rot bezungter natürlicher Biber, in den Vorderpfoten einen golden (gelb) gerahmten, mit einem roten, golden (gelb) verbrämten und beschlagenen Herzogshut bekrönten roten Kartuschenschild, darin ein silberner (weißer) Balken, haltend.“ |
| Wappen der Gemeinde Altheim | Wappenbegründung: Kaiser Leopold hat das Wappen am 21. Januar 1681 verliehen. Der über einem Wasser auf grünem Boden stehende Biber bezieht sich auf den früheren Gemeindenamen „Altheim am Biberbach“. Da der Ort – wohl zusammen mit Riedlingen – um 1300 habsburgisch geworden ist, hält der Biber den österreichischen Bindenschild mit der Herzogskrone. Unter österreichischer Vogtei standen auch die 1974 eingegliederten Orte Heiligkreuztal und Waldhausen. Im Gemeindearchiv Altheim ist ein Wappenbrief von Kaiser Leopold I. vom 21. Januar 1681 erhalten, der neben einer Abbildung folgende Blasonierung enthält: Ein dreigeteilter Schild, der mittlere Teil rot oder rubin, der obere aber gelb oder goldfarben; im Grunde des Schildes ein weißer oder silberfarbener Bach oder Fluss neben einem daran anstoßenden und etwas erhöhten grünen Gestade oder Ufer, auf diesem ein mit den hinteren Füßen ganz aufrecht stehender und einwärtssehender Biber in seiner natürlichen Farbe, mit überschlagendem Schweif, aufgesperrtem Maul und rotausschlagender Zunge; in den vorderen beiden Füßen das österreichische Schild haltend. Um den ganzen Schild herum mit lateinischen Buchstaben hernach folgende Worte: Althaimb am Piberpach 1681. |

## Wirtschaft und Infrastruktur

### Ansässige Unternehmen
- hochwertige Haushaltsmaschinen stellt die international bekannte[5] Häussler GmbH[6] im Süden des Ortsteils Heiligkreuztal her.

### Freizeit- und Sportanlagen
- Donauradwanderweg, Sportplatz, Spielplatz und Biberbach

## Kultur und Sehenswürdigkeiten
Altheim liegt an der Oberschwäbischen Barockstraße.

### Bauwerke

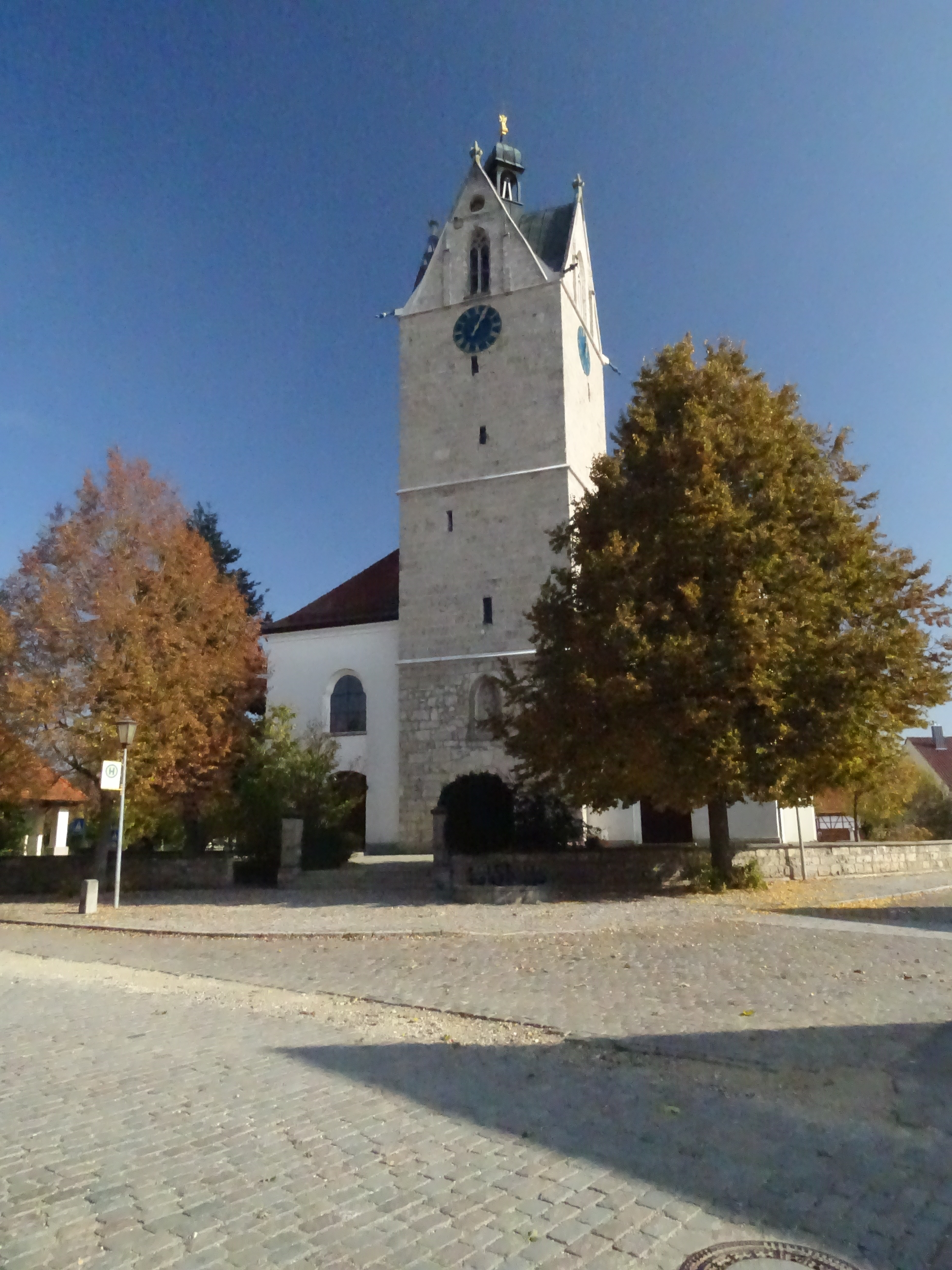
St. Martin in Altheim

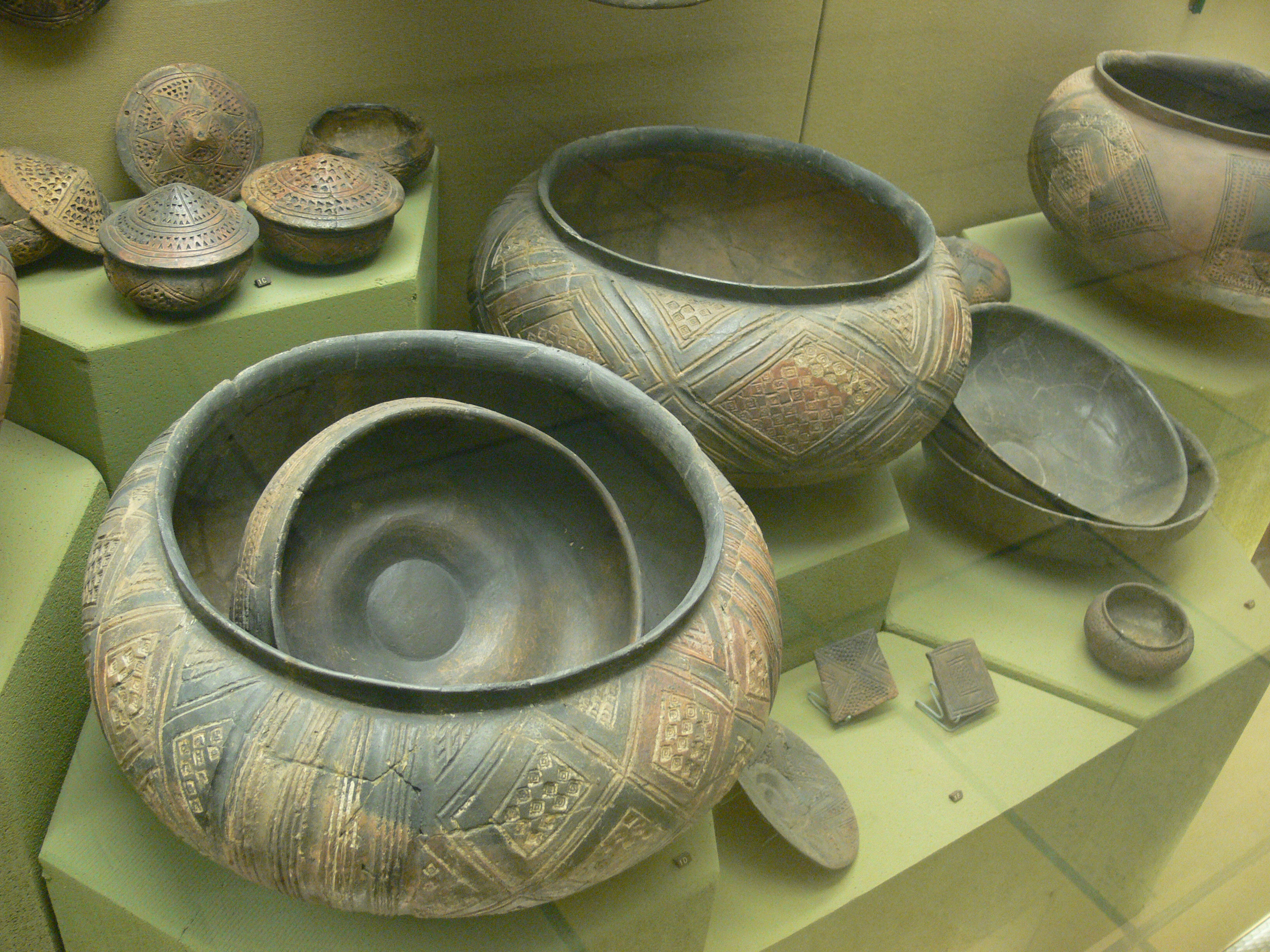
Im Grabhügel Hohmichele gefundene Keramikgefäße

- Katholische Pfarrkirche St. Martin mit Fresken von Franz Joseph Spiegler
- Hohmichele im Ortsteil Heiligkreuztal: Grabhügel aus der Hallstattzeit, mit fast 80 m Durchmesser und 14 m Höhe einer der größten Grabhügel Mitteleuropas, 1937/1938 von Gustav Riek ausgegraben. In dem Hügel wurden 13 Bestattungen nachgewiesen, von denen zahlreiche Grabbeigaben zeugen.
- Kloster Heiligkreuztal, ein ehemaliges Frauenkloster des Zisterzienserordens: Heiligkreuztal ist das am besten erhaltene der ehemals sechs Zisterzienserklöster in Schwaben. Fromme Frauen aus Altheim, die vom Ritter Konrad von Markdorf das in der Nachbarschaft gelegene Gut Wassershaf (heute Wasserschapfen)[7] geschenkt bekamen, waren 1227 die Gründerinnen dieses Klosters, wurden 1233 in den Zisterzienserorden, 1238 in den Schutz des Klosters Salem aufgenommen, Kirche und Kloster wurden 1256 geweiht, von 1490 bis 1551 in spätgotischem Stil erweitert. Das Kloster kam 1611 zur Landvogtei Schwaben in Schwäbisch-Österreich/Vorderösterreich. Die von 1690 bis 1752 restaurierten Klostergebäude wurden 1804 säkularisiert und 1843 von den Nonnen verlassen. Seit 1972 werden sie nach Restaurierung und Ausbau als Fortbildungsinstitut Stefanus Bildungsstätte genutzt.[8]
- Kapelle St. Oswald im Ortsteil Waldhausen

## Söhne und Töchter der Gemeinde
- Ottmar Schneck (* 29. Juni 1960), Ökonom, Rektor an der SRH Fernhochschule Riedlingen